# الجرين (يريم)

تعديل مصدري - تعديل

الجرين هي إحدى قرى عزلة بني سباء بمديرية يريم التابعة لمحافظة إب، بلغ تعداد سكانها 726 نسمة حسب تعداد اليمن لعام 2004.